# Australia na Zimowych Igrzyskach Olimpijskich 1964
Australię na Zimowych Igrzyskach Olimpijskich 1964 reprezentowało 5 sportowców: trzech mężczyzn i dwie kobiety. Był to piąty start reprezentacji Australii na zimowych igrzyskach olimpijskich.
Podczas przygotowań do igrzysk wypadek odniósł australijski narciarz alpejski Ross Milne, którego pamięć została uczczona minutą podczas ceremonii otwarcia ZIO 1964 w Innsbrucku 29 stycznia 1964.

## Skład kadry

### Narciarstwo alpejskie
Mężczyźni
| Zawodnik        | Konkurencja   | Kwalifikacje | Kwalifikacje | Kwalifikacje | Kwalifikacje | Finał         | Finał         | Finał         | Finał         | Finał         | Finał         |
| Zawodnik        | Konkurencja   | 1. zjazd     | Miejsce      | 2. zjazd     | Miejsce      | 1. zjazd      | Miejsce       | 2. zjazd      | Miejsce       | Suma          | Miejsce       |
| --------------- | ------------- | ------------ | ------------ | ------------ | ------------ | ------------- | ------------- | ------------- | ------------- | ------------- | ------------- |
| Simon Brown     | Zjazd         |              |              |              |              |               |               |               |               | 2:44,07       | 61            |
| Simon Brown     | Slalom gigant |              |              |              |              |               |               |               |               | 2:12,61       | 51            |
| Simon Brown     | Slalom        | 1:06,83      | 58           | 1:05,88      | 44           | Nie awansował | Nie awansował | Nie awansował | Nie awansował | Nie awansował | Nie awansował |
| Peter Wenzel    | Zjazd         |              |              |              |              |               |               |               |               | 2:55,58       | 68            |
| Peter Wenzel    | Slalom gigant |              |              |              |              |               |               |               |               | 2:27,72       | 68            |
| Peter Wenzel    | Slalom        | 1:08,68      | 63           | 1:10,25      | 49           | Nie awansował | Nie awansował | Nie awansował | Nie awansował | Nie awansował | Nie awansował |
| Peter Brockhoff | Slalom gigant |              |              |              |              |               |               |               |               | 2:18,68       | 62            |
| Peter Brockhoff | Slalom        | 1:05,32      | 55           | 1:04,58      | 42           | Nie awansował | Nie awansował | Nie awansował | Nie awansował | Nie awansował | Nie awansował |

Kobiety
| Zawodniczka     | Konkurencja   | 1. zjazd      | 1. zjazd      | 2. zjazd      | 2. zjazd      | Finał/Suma    | Finał/Suma    | Finał/Suma    |
| Zawodniczka     | Konkurencja   | Czas          | Miejsce       | Czas          | Miejsce       | Czas          | Różnica       | Miejsce       |
| --------------- | ------------- | ------------- | ------------- | ------------- | ------------- | ------------- | ------------- | ------------- |
| Judy Forras     | Zjazd         |               |               |               |               | 2:13,83       | +18,44        | 42            |
| Judy Forras     | Slalom gigant |               |               |               |               | 2:17,36       | +25,12        | 40            |
| Judy Forras     | Slalom        | Nie ukończyła | Nie ukończyła | Nie ukończyła | Nie ukończyła | Nie ukończyła | Nie ukończyła | Nie ukończyła |
| Christine Smith | Zjazd         |               |               |               |               | 2:03,82       | +8,43         | 27            |
| Christine Smith | Slalom gigant |               |               |               |               | Nie ukończyła | Nie ukończyła | Nie ukończyła |
| Christine Smith | Slalom        | 58,09         | 30            | 65,58         | 27            | 2:03,67       | +33,81        | 28            |